# EMD GP40-2
Die EMD GP40-2 ist eine vierachsige Diesellokomotive, die von der General Motors Electro-Motive Division zwischen April 1972 und Dezember 1986 als Teil der Dash-2-Linie gebaut wurde. Die Lokomotive wird von einem 16-Zylinder-Motor vom Typ EMD 645E3 mit einer Leistung von 3000 Pferdestärken (2,24 MW) angetrieben.

## Produktion
Die Standardproduktion des Typs GP40-2 belief sich auf insgesamt 861 Einheiten, von denen 817 für US-Eisenbahnen und 44 für mexikanische Eisenbahnen gebaut wurden. Darüber hinaus wurden 1974 drei GP40P-2, Passagierversionen der GP40-2, für Southern Pacific gebaut, und 279 GP40-2L(W) und GP40-2(W), die mit Breitnasen-Fahrerhäusern ausgestattet sind, wurden zwischen 1974 und 1976 von General Motors Diesel (GMD) für Canadian National und GO Transit gebaut. Von den CN-Einheiten wurden 233 mit einem höheren und leichteren Rahmen gebaut, um einen größeren Kraftstofftank zu ermöglichen. Diese Einheiten wurden offiziell als GP40-2L klassifiziert, werden aber allgemein als GP40-2L(W) bezeichnet. Die restlichen 35 Einheiten der CN-Flotte und die 11 Einheiten der GO-Transit-Flotte verwendeten Standardrahmen und kleinere Treibstofftanks; sie werden oft als GP40-2(W) bezeichnet, werden aber als GP40-2 klassifiziert. Die Gesamtproduktion des Typs GP40-2 und seiner Varianten belief sich auf insgesamt 1143 Einheiten.
Obwohl die GP40-2 ein Verkaufserfolg war, wurden weniger Einheiten als bei den früheren GP40 und den zeitgenössischen Modellen GP38-2 und SD40-2 produziert. Mit der GP40-2 begann die Beliebtheit von vierachsigen Hochleistungs-Diesellokomotiven zu sinken, während sechsachsige Modelle wegen ihrer überlegenen Leistung bei niedrigen Geschwindigkeiten immer beliebter wurden.

## Leistung
Wie die SD40-2, ist auch die GP40-2 für ihre Zuverlässigkeit bekannt, und viele davon sind immer noch im Einsatz. Änderungen, wie das modulare Elektroniksystem, verbesserten die Zuverlässigkeit gegenüber der GP40. Durch ihre hohe Leistung pro Achse eignen sie sich eher für den Einsatz bei hohen Geschwindigkeiten als für hohe Lasten bei niedrigen Geschwindigkeiten.
Mit dem üblichen 62:15-Getriebe (maximal 65–70 mph) bewertete EMD die GP40-2 mit einer kontinuierlichen Zugkraft von 55.400 lb; aus Kompatibilitätsgründen mit anderen Einheiten verfügten die meisten über das PF21-Modul, das die Leistung auf unter 23 mph reduzierte und die minimale kontinuierliche Geschwindigkeit auf 11 mph senkte.

## Ursprüngliche Käufer
| Eigentümer                                     | Anzahl | Loknummern                                                        | Anmerkungen |
| ---------------------------------------------- | ------ | ----------------------------------------------------------------- | --- |
| Atlanta and West Point Rail Road               | 1      | 733                                                               | 1983 zur Seaboard System Railroad; 1986 zu CSX |
| Alaska Railroad                                | 10     | 3000, 3007–3015                                                   | 3000 umnummeriert zu 3006 |
| Baltimore and Ohio Railroad                    | 218    | 4100–4162, 1977, GM50, 4185–4256, 4287–4311, 4322–4351, 4422–4447 | in Chessie-System-Lackierung; 1987 an CSX |
| Boston and Maine Railroad                      | 18     | 300–317                                                           | |
| Chesapeake and Ohio Railway                    | 95     | 4165–4184, 4267–4281, 4372–4421                                   | in Chessie-System-Lackierung; 1987 an CSX |
| Ferrocarril Chihuahua al Pacífico              | 29     | 1008–1036                                                         | |
| Conrail                                        | 129    | 3275–3403                                                         | 1999 auf CSX und Norfolk Southern Railway aufgeteilt. Die Lokomotiven #3275-3279 sind die ursprünglich von der Reading Company unter den Nummern 3671–3675 beschafften Maschinen |
| Denver and Rio Grande Western Railroad         | 37     | 3094–3130                                                         | 1988 zur Southern Pacific Transportation; 1996 an Union Pacific Railroad |
| U.S. Department of Transportation              | 1      | 003                                                               | für das Transportation Technology Center |
| Detroit, Toledo and Ironton Railroad           | 20     | 406–425                                                           | 1983 zur Grand Trunk Western Railroad 6406-6425. |
| Florida East Coast Railway                     | 24     | 411–434                                                           | 433-434 wurden zuletzt gebaut |
| Georgia Railroad                               | 2      | 755–756                                                           | 1982 zur Seaboard System Railroad; 1986 zu CSX |
| Kansas City Southern Railway                   | 4      | 796–799                                                           | |
| Louisville and Nashville Railroad              | 17     | 6600–6616                                                         | in Family Lines-Lackierung; 1982 zu Seaboard System Railroad; 1986 zu CSX |
| Reading Company                                | 5      | 3671–3675                                                         | 1976 an Conrail (siehe oben) |
| Richmond, Fredericksburg and Potomac Railroad  | 7      | 141–147                                                           | zu CSX |
| St. Louis – San Francisco Railway („Frisco“)   | 25     | 750–774                                                           | an Burlington Northern 3040–3064 |
| St. Louis Southwestern Railway („Cotton Belt“) | 56     | 7248–7273, 7628–7657                                              | |
| Seaboard Coast Line Railroad                   | 25     | 1636–1656. 6617–6621                                              | 6617–6621 in Family Lines-Lackierung; alle 1982 zu Seaboard System Railroad; 1986 an CSX                                                                                         |
| Ferrocarril Sonora-Baja California             | 15     | 2104–2112, 2309–2314                                              | 2104-2112 haben hohe kurze Hauben mit Dampferzeuger nur für den Personenverkehr GP40-2 mit hohen kurzen Hauben gebaut                                                            |
| Southern Pacific Transportation Company        | 68     | 7240–7247, 7608–7627, 7658–7677, 7940–7959                        | |
| Texas, Oklahoma and Eastern Railroad           | 3      | D15–D16, D20                                                      | |
| Western Maryland Railway                       | 35     | 4257–4261, 4312–4321, 4352–4371                                   | in Chessie-System-Lackierung; 1987 zu CSX |
| Western Pacific Railroad                       | 15     | 3545–3559                                                         | |
| Western Railway of Alabama                     | 1      | 708                                                               | von Seaboard System Railroad zur CSX |
| Insgesamt                                      | 861    |                                                                   | |

### Von General Motors Diesel, Kanada, gebaute Einheiten

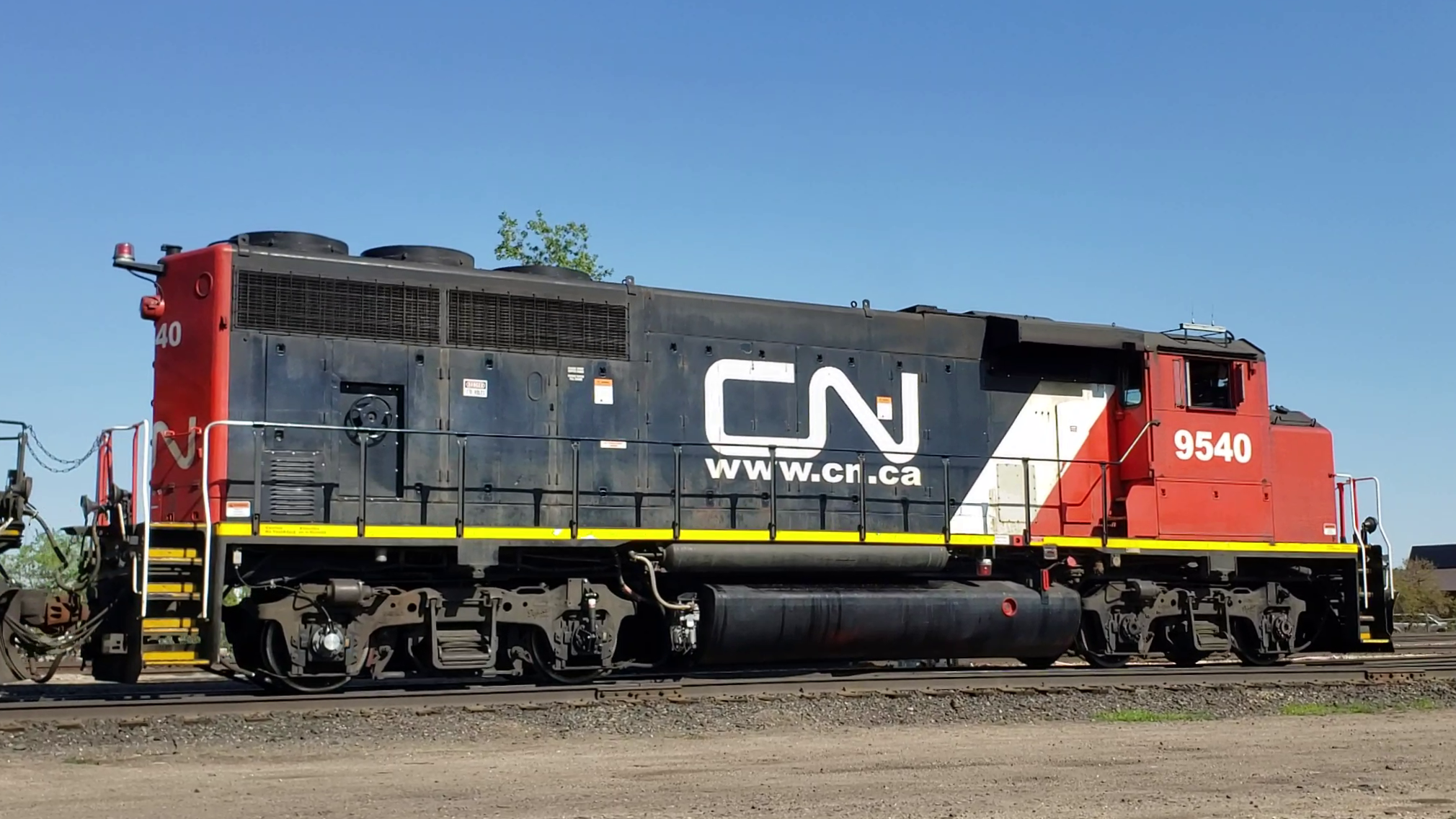
CN 9540, eine GP40-2LW.

| Eigentümer                | Anzahl | Zugnummern              | Anmerkungen |
| ------------------------- | ------ | ----------------------- | --- |
| Canadian National Railway | 268    | CN 9400–9667, 9668–9677 | CN 9400-9632 sind GP40-2L, 9633-9677 sind GP40-2W.CN 9668-9677 sind ehemalige GO-Transiteinheiten, die 1991 gekauft wurden.       |
| GO Transit                | 11     | GO 700–710              | Zehn bis an 9668-9677 im Jahr 1991. Eine (703) an Miami Tri-Rail, später verkauft an Aberdeen, Carolina and Western Railway #703. |
| Insgesamt                 | 279    |                         | |

### GP40P-2

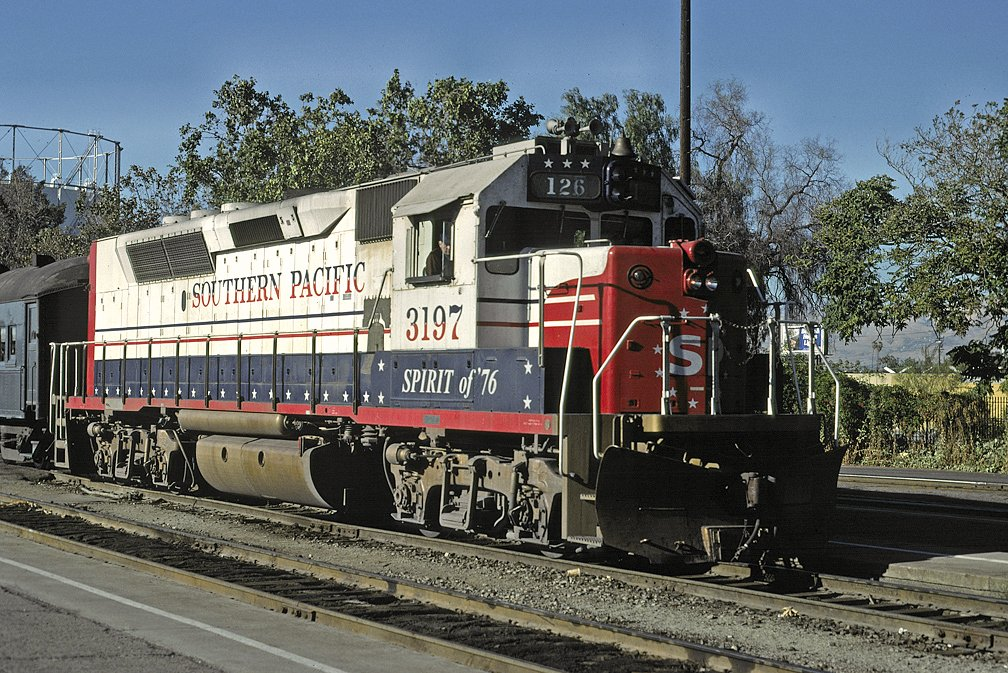
SP GP40P-2 #3197

| Eigentümer                      | Anzahl | Zugnummern | Anmerkungen |
| ------------------------------- | ------ | ---------- | --- |
| Southern Pacific Transportation | 3      | 3197-3199  | neu nummeriert zu 7600, 7601 & 7602. 7601 und 7602 wurden als UP 1373 und UP 1375 umnummeriert. 7600 ging an IHB als 4010. |
| Insgesamt                       | 3      |            | |